# Anisia fulvipennis
Anisia fulvipennis là một loài ruồi trong họ Tachinidae.